# ورزشگاه مرکزی یوناوا
ورزشگاه مرکزی یوناوا (به لاتین: Central Stadium of Jonava) یک ورزشگاه فوتبال در لیتوانی است که در یوناوا واقع شده‌است.